# Resen Kirke (Skive Kommune)
 For alternative betydninger, se Resen Kirke. (Se også artikler, som begynder med Resen Kirke)
Resen Kirke er en kirke beliggende i købstaden Skive. Navnet Resen kommer sandsynligvis af det oldnordiske "Risâ", som betyder "stå op", "rejse sig". Kirken ligger på sognets højeste punkt og tjente i ældre tid som sømærke.

## Bygningshistorie
Resen Kirke er sandsynligvis opført i 1200-tallet. Den består af et kirkeskib eller langhus med kor og skib ud i ét. Der findes således ingen korbue som adskillelse mellem skib og kor, hvilket er usædvanligt for en middelalderkirke. Den vestlige del af langhuset er opført af rå marksten med enkelte granitkvadre iblandt. Den øvrige del er opført i munkesten med iblandet granit. På østgavlen ses tydelige spor efter et nedrevet sakristi eller apsis. Hvornår denne bygning er forsvundet er ikke klart.
Mod vest er et tårn, sandsynligvis opført i 1400-tallet. Dette har fået sine mure omsat med munkesten i munkeskifte. Adgangen til tårnet sker fra en ydre dør i fire meters højde. Endelig er der mod syd et våbenhus, som dog blev fornyet i 1944.
Kirkerummet har fladt bjælkeloft undtagen det overhvælvede tårnrum. Bygningen er præget af senere forandringer. Således blev den kraftigt ombygget i 1590'erne af Magdalene Banner til den nærliggende herregård Krabbesholm.

## Restaureringer
- I 1590 var kirken i en slet forfatning, hvorfor fru Magdalene Banner på Krabbesholm lod den istandsætte. Ombygningen forhøjede kirkerummet, der indsattes tre store vinduer mod syd, og endelig blev tårnet forhøjet.
- I 1639 blev kirkerummet skalmuret med 10.000 munkesten fra det nedbrudte Dueholm Kloster på Mors.
- I 1944 fornyedes våbenhuset, og der kom nye stolestader i langhuset. Desuden fik kirken et orgel som erstatning for et harmonium, der var anskaffet i slutningen af 1920'erne.
- I 1968 blev det overhvælvede tårnrum, som indtil begyndelsen af 1800-tallet havde tjent som gravkammer, slået sammen med kirkeskibet. Orglet fra 1944 blev udskiftet. Endelig blev en del af kirkens inventar restaureret af Nationalmuseet.
- I 2000 gennemgik kirken endnu en restaurering og foryngelseskur ved arkitekt Alan Havsteen-Mikkelsen. Den tilmurede døråbning ud til det forsvundne sakristi blev genåbnet. Hele kirkerummet fik en ny farvesætning, som skulle skabe større sammenhæng i kirkerummet. Kirken fik endnu engang udskiftet sit orgel. Endelig blev der i våbenhuset indsat nye glasmosaikruder af kunstneren Mogens Jørgensen.

## Inventar
- Af det oprindelige inventar findes kun den romanske døbefont med glat kumme under en rundstav, udført i granit. Det tilhørende dåbsfad er et sydtysk arbejde fra midten af 1500-tallet, i følge en indgravering dog først indført i kirken i 1622. Dåbshimlen er udført i regencestil ca. 1770.
- Altertavlen er i rokokostil, udført 1742. Selve alterbilledet er blevet fornyet et par gange, senest 1983 med "Korsfæstelsen" udført af Sven Havsteen-Mikkelsen.
- Alterstagerne er i messing med fodløver. De stammer fra 1584 og har initialer og våbenmærker for Iver Krabbe og Magdalene Banner til Krabbesholm. Den lueforgyldte sølvkalk stammer fra 1615.
- Kirkens prædikestol er samtidig med altertavlen fra 1742.
- Orgelet er fra år 2000, bygget af Jensen og Thomsens orgelbyggeri i Lyngby.
- Gravminder: På nordvæggen findes et epitafium over ægteparret justitsråd Jørgen Rosenkrantz (†1754) og Marie Elisabeth de Roklenge (†1716) samt flere af deres børn. Dette er opsat på foranledning af en af sønnerne, Werner Rosenkrantz til Krabbesholm. På tårnrummets vestvæg er der en sandstenstavle over madame Else Rasmussen, gift med Hans Rasmussen, der ejede Krabbesholm 1785 – 1816.

- Altertavlen fra 1742 med altermaleri fra 1983.
- Prædikestolen fra 1742.
- Epitafium over Jørgen Rosenkrantz og Marie Elisabeth de Roklenge.

## Eksterne kilder og henvisninger
- Wikimedia Commons har flere filer relateret til Resen Kirke (Skive Kommune)
- Resen Kirke Arkiveret 31. januar 2011 hos  Wayback Machine på nordenskirker.dk
- Resen Kirke på KortTilKirken.dk
- Trap Danmark – fjerde udgave, 6. bind, Viborg Amt
- Resen Kirke – Red. Gunner Lund-Sørensen. Udgivet af Resen Menighedsråd 2003.